# Orden de los Servitas
La Orden de los Siervos de María (oficialmente en latín: Ordo Servorum Mariae), también conocida como Orden de los servitas, es una orden religiosa católica de vida apostólica y de derecho pontificio, fundada por una compañía de siete hombres (conocidos por la literatura cristiana como los Siete santos fundadores), algunos de origen noble y otros burgueses, el 15 de agosto de 1233 en Florencia (hoy parte de Italia). A los religiosos de este instituto se les conoce como siervos de María o simplemente como servitas. Sus miembros posponen a sus nombres las siglas O.S.M.

## Historia

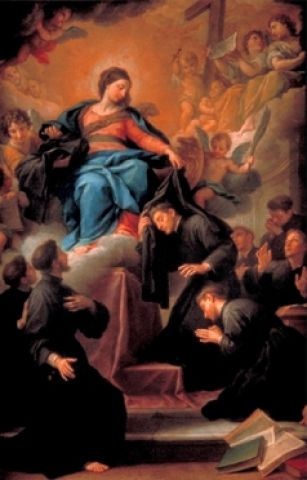
Los siete santos fundadores de la Orden de los Siervos de María, en una pintura de Agostino Masucci de 1727.

La orden fue fundada en el 15 de agosto de 1233 en la ciudad de Florencia, por los, así llamados, siete santos fundadores, quienes pertenecían a una especie de cofradía dedicada a la veneración de la Virgen María. Inicialmente eran un grupo de amigos, que decidieron optar por vivir el Evangelio, ante la situación de caos y enemistad que por esas épocas se vivía en Florencia. Los cofrades tomaron el nombre de Siervos de María, porque el día de su fundación se celebraba en la Iglesia católica la Asunción de la Virgen. Poco tiempo después, el 13 de marzo de 1249, recibieron la aprobación del papa Inocencio IV. Los frailes adoptaron un hábito negro y la Regla de san Agustín.
Se dice que los siete santos fundadores son un caso único en la Iglesia católica, pues son el único ejemplo de una orden religiosa fundada por siete personas y no por uno o dos fundadores. Los nombres de todos no se conocen con certeza, pero la tradición les ha llamado así: Buenhijo Monaldi, Bonayunta Manetti, Maneto dell’Antella, Amadio de los Amidei, Sosteño, Hugo, y Alejo Falconieri. El papa León XIII canonizó a los siete el 15 de enero de 1888. El más conocido de los siete fue Alejo Falconieri, quien vivió lo suficiente para ver expandida la orden.

## Organización
El gobierno de la Orden de los Siervos de María es centralizado, recae sobre un superior general, al que llaman prior general, elegido para un periodo de seis años, que se pueden renovar. Para la administración del instituto, se divide en provincias, cada una gobernada por un superior provincial. En 2015, la orden tenía unos 872 religiosos (de los cuales 587 eran sacerdotes) y poseía unas 150 comunidades, presentes los cinco continentes.
Los servitas viven en comunidad inspirados en el modelo de la Virgen María, Sierva del Señor, su meta incluye una vida en la cual se esfuerzan por hacer vivos los valores del Evangelio en comunión fraterna y de servicio. Los miembros trabajan, oran, comparten y anuncian el Evangelio. Se promueve que los dones personales se desarrollen y las capacidades particulares se utilicen para el bien de la comunidad y la sociedad. Ellos mismos se proponen lo siguiente:

Persiguiendo, en nuestra vida, el ideal de alcanzar la perfecta estatura de Cristo, tendremos para con las demás creaturas solamente relaciones de paz, de misericordia, de justicia y de amor constructivo. En este empeño de servicio, la figura de María al pie de la Cruz sea la imagen que guía. Puesto que el Hijo del hombre es todavía crucificado en sus hermanos, nosotros, los Siervos de la Madre, queremos estar con Ella a los pies de las infinitas cruces, para llevarles consuelo y cooperación redentora. En nuestra dedicación a un amor siempre más grande, tomaremos cada día nuestra cruz y, recordando que seremos juzgados según las palabras: tuve hambre y me dieron de comer..., estuve desnudo y me vistieron... Queremos renunciar a nuestros intereses para seguir a Jesús en su obra se salvación del hombre. La creación está todavía en el dolor y en la angustia. Mas la conciencia de ser portadores de las energías que la liberarán de la esclavitud de la corrupción para introducirla a la libertad de los hijos de Dios, nos dé el gozo prometido por Cristo, que nadie jamás podrá arrebatarnos
Cap. 319 de las Constituciones.

La formación de un Servita incluye las siguientes etapas: prenoviciado, noviciado y profesado (simple y solemne). En la etapa del prenoviciado se vive el discernimiento vocacional; el noviciado es un tiempo de reflexión religiosa y participación de la vida comunitaria; en el profesado se comprometen vivir y experimentar la vida del fraile Siervo de María; primero con los votos simples y finalmente los solemnes, por medio de los cuales el fraile se consagra públicamente al servicio de Dios y Santa María.

## Santos y Beatos Servitas
| Siete Santos Padres Fundadores de la orden San Amadio de los Amidei uno de los padres fundatores San Alexis Falconieri uno de los padres fundatores San Manetto de la Antella uno de los padres fundatores San Sostegno de los Sosegni uno de los padres fundatores San Bonagiunta uno de los padres fundatores San Buonfiglio de los Monaldis San Uguccione de los Uguccioni San Antonio María Pucci, Sacerdote San Peregrino Laziosi, Religioso. San Felipe Benicio, Propagador de la orden Beato Santiago de Villa, Terciario Beato Joaquín de Siena, Religioso. Beato Juan Benincasa, Religioso | Beato Francisco de Siena. Sacerdote OSM. Beato Santiago Felipe Bertoni OSM. Sacerdote Santa Juliana Falconeri OSM. Beato Tomás Orvieto OSM. Religioso Beato Fernando María Baccilieri, Sacerdote seglar. Beato Ubaldo de Burgo Sansepulcro OSM. Sacerdote Santa Clelia Barbieri, fundadora de las mínimas de la santísima Virgen de los dolores Beato Andrés de Borgo Sansepulcro OSM. Beata Juana de Florencia OSM. Beato Buenaventura de Forlí OSM. Beata María Guadalupe Ricart Olmos OSM. Monja. Beato Juan Ángel Porro OSM. Beata Isabel Picenardi, laica |